# Тиль-Барсип
Тиль-Барсип или Тиль-Барсиб, Масувари (лув. Masuwari) — древний город на восточном берегу Евфрата, у устья реки Саджур, в 22 километрах южнее древнего Каркемиша. В ранний железный век был столицей Cиро-хеттских княжеств, лувийского Мусри и арамейского Бит-Адини, а затем — центром ассирийской провинции в долине верхнего и среднего Евфрата. Остатки поселения находятся на холме Телль-Ахмар (араб. تل أحمر‎ Красный холм) в губернаторстве Алеппо, современная Сирия. Более ранние локализации помещали город севернее, на территории современной Турции, в окрестности Биреджика на месте древней Апамеи Евфратской, напротив Сеугмы. Гертруда Белл сопоставляла Берсибу из Птолемеева списка городов с городищем Мумбакат.

## Название
В хеттский период город носил название Масувати (хетт. Mazuwati), в эпоху позднехеттских царств он назывался по-лувийски Масувари (лув. Masuwari). Арамейским его именем было Тиль-Барсип или Тарбусиби (Tȝ-r-šȝ-bw), то есть «холм сына старика» или же «холм колодца старика». После ассирийского завоевания арамейского княжества Бит-Адини, Салманасар III ок. 856 года до н. э. захватил город и переименовал в свою честь — Кар-Салманасар (Кар-Шульману-ашаред, аккад. Kar-Šulmānu-ašarēdu «поселение Салманасара» либо «пристань Салманасара»), однако и старое название продолжало использоваться. В античные времена местность, вероятно, называли Берсиба (др.-греч. Βέρσιβα, Bérsiba).

## История
Самые ранние следы поселений в этом районе относятся к Убейдскому периоду 5-го тысячелетия до н. э., о чём свидетельствуют обнаруженные осколки керамики.
Небольшое поселение было здесь с начала 3-го тысячелетия до н. э. На акрополе была раскопана подземная гробница (гипогей), датируемая серединой тысячелетия, в которой было обнаружено более тысячи полных сосудов и многочисленные бронзовые изделия. Позже, вероятно, произошёл перерыв в заселении местности. Под именем Ябухум (Yabuhum) или Шубат-Шамаш мог быть засвидетельствован в архиве Мари.
В конце 2-го тысячелетия до н. э., Мусавати приобрёл важное значение, так как контролировал переправу через Евфрат, являясь частью торговых путей между Месопотамией и Левантом. Был завоёван хеттами, и вошёл в состав вассального царства Каркемиш. Под именем Масувати, упоминается в договоре Суппилулиумы, царя Хатти, с Сатгивассой, царём Митанни, хотя некоторые выступают за локализацию Масувати на холме Телль-Мисан возле Сафиры.
После крушения Хеттской империи, Тиль-Барсип стал столицей небольшого позднехеттского царства Мусри под лувийским именем Масувари. Город был центром поклонения богу штормов — в нём найдена позднехеттская статуя последнего, датируемая X—IX веком (в настоящее время находится в Лувре).
Около 900 года до н. э. арамейское княжество Бит-Адини завоёвывает Мусури, а Тиль-Барсип становится его столицей. Вскоре Ахуни, правитель Бит-Адини, вступает в конфликт с Ассирией, которая пытается получить контроль над важным районом, открывающим ей путь к Средиземному морю. Царство Бит-Адини отделяло Ассирию от Сирии и, таким образом, ассирийцам было весьма важно держать эту область под своим неограниченным влиянием.
В 876 году до нашей эры Ахуни вынужден был признать себя вассалом ассирийского царя Ашурнацирпалу II, но в правлении Салманасара III Ахуни выступил против Ассирии. Салмансар совершил 4 военных похода против него, в 855 году до нашей эры взял в плен Ахуни, окончательно покорив княжество и создав на его территории область верховного полководца. 

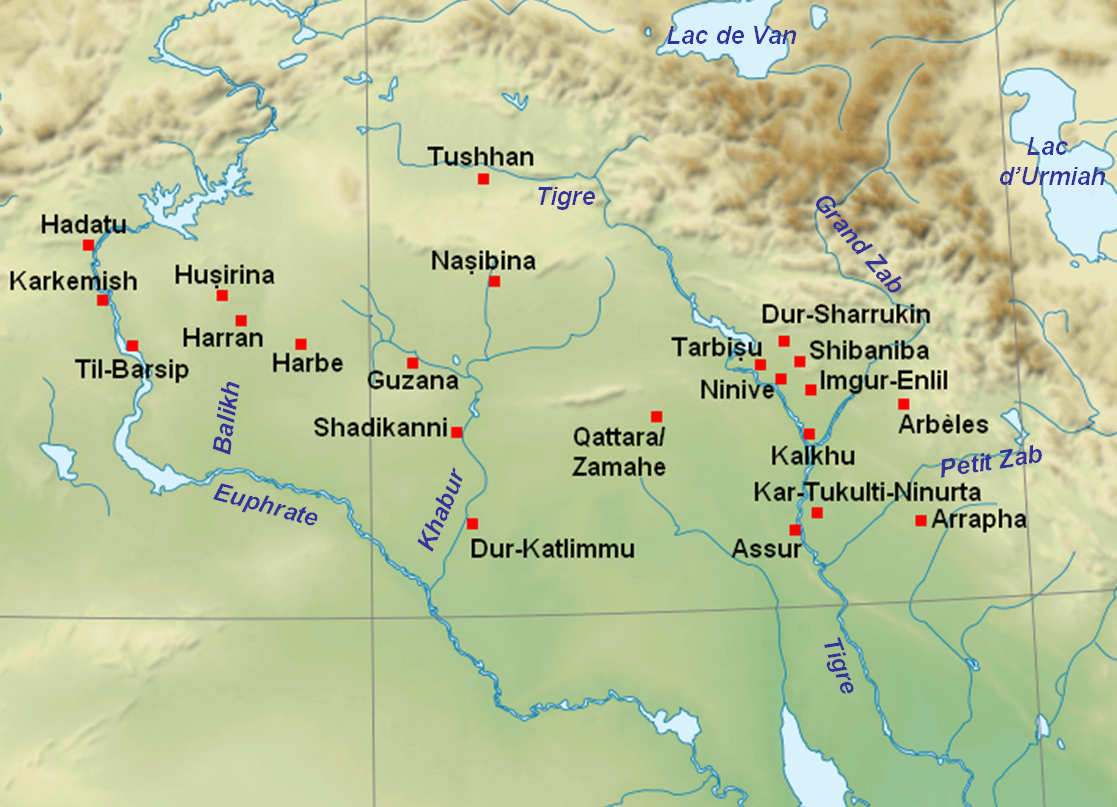
Основные города Ассирии.

Тиль-Барсип, административный центр новой провинции, был переименован в Кар-Салманасар. Вскоре после этого на основном холме был возведён великолепный ассирийский дворец, известный ныне своими настенными росписями. Резиденция губернатора весьма сходна с таким в соседнем Хадату (аккад. Ḫadattu, арам. ḥdṯ-t, совр. Арслан-Таш).
В первой половине VIII века до н. э. город стал резиденцией влиятельного ассирийского сановника Шамши-илу, который служил в качестве туртанну последовательно при четырёх ассирийских царях (Адад-нирари III и три его сына). Его памятные надписи помещены на монументальных каменных ортостатах с изображениями львов, украшающие одни из ворот, обнаруженных на нижнем холме. Тиль-Бар-сип Шамши-илу называет «городом, над которым он господин», а ассирийского царя вообще в надписи не упоминает.
Во второй половине VIII века до н.э. в результате реорганизации провинций были созданы две новые провинции из земель, принадлежащих провинции главнокомандующего: Тиль-Барсип и Харран. Новая провинция главнокомандующего армией, вероятно, была создана на землях к северу от обеих провинций, занимая районы бывшего арамейского княжества Ракамату, которое исчезло из письменных источников после 773 года до н. э.
Город упоминается в королевских надписях Синаххериба (705—680 гг. до н. э.) и Асархаддона (680—669 гг. до н. э.). Две стелы последнего были также обнаружены на нижнем холме. В 701 до н. э. губернатор Тиль-Барсипа Ханану упомянут в качестве календарного эпонима (лимму).
Около 694 года до н. э. Синаххериб, решив преследовать Мардук-апла-иддина за морем, в Эламе, основал в Тиль-Барсибе верфь на Евфрате для постройки кораблей для похода.
Опираясь на данные, что в Библии корабли названы по месту их постройки, некоторые исследователи предполагают, что фарсисские корабли — это корабли, сошедшие с верфей Тил-Барсиба (или же, по другому мнению, вавилонской Борсиппы).  
Город пережил падение Ассирийской империи в 612 году до нашей эры, но его значение и размеры значительно упали, что связано с уменьшением значения всего среднеевфратского региона для нововавилонской политики после битвы при Каркемише.
Находки позволяют думать, что место было заселено в послеассирийский период — обнаружены останки гробниц ахеменидского периода с типовыми предметами (среди прочего: скарабеи, бронзовые сосуды и украшения). В эллинистический период на главном холме было построено святилище. Монеты селевкидских правителей конца II — начала I века до нашей эры были также обнаружены. Также с Тель-Барсипом связывают упомянутую у географа Клавдия Птолемея Берсибу. В период поздней античности поселение было заброшено.

### Известные правители
Масувари/Тиль-Барсип в хеттский период был в составе вице-царства Кархемиш, однако в начале железного века обрёл независимость. Семь независимых правителей известны из иероглифических лувийских надписей, но не все по имени.
| Имя          | Время правления   | Связи                     |
| ------------ | ----------------- | ------------------------- |
| Хапатила     | X—IX век до н. э. | Династия A                |
| Арияхина     | X—IX век до н. э. | Внук Хапатилы, Династия A |
| Отец Хамияты | X—IX век до н. э. | Узурпатор, Династия B     |
| Хамията      | IX век до н. э.   | Династия B                |
| Сын Хамияты  | IX век до н. э.   | Династия B                |
| Сын Арияхины | IX век до н. э.   | Династия A                |
| Ахуни        | ок. 877—856       | Бит-Адини                 |

В 856 году до н. э. город был захвачен Ассирией.

## Археология

### Место

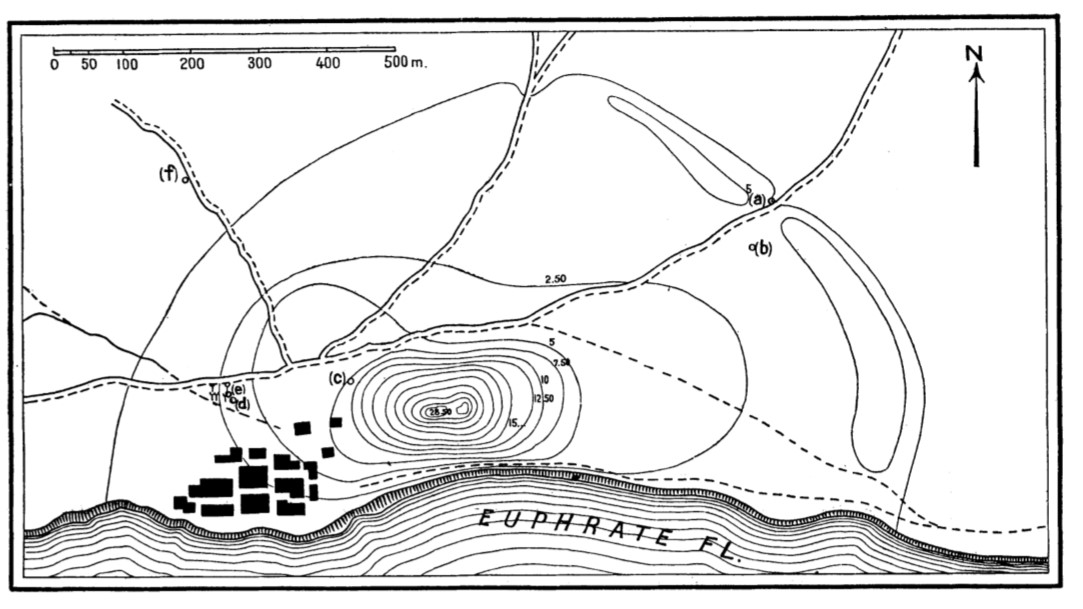
план города

Полукруглое городище Тель-Ахмар состоит из трёх чётко различающихся областей: главного холма (где находилась цитадель/акрополь), поднимающегося на высоту около 25 метров над окружающей равниной, нижнего холма, примыкающего к основному с запада и поднимающегося на высота 10-15 метров, и большая территория нижнего города, примыкающая к основному холму с других сторон (в основном, с северной), поднимается лишь немного выше окружающей равнины. Площадь города составляла около 60 га.

### Раскопки
Первые раскопки были проведены в 1908 году Дэвидом Г. Хогартом, который нашёл статую льва с клинописной надписью и предложил идентифицировать место как древний Тиль-Барсип. В 1909 место посетила Гертруда Белл, нашедшая тут несколько надписей.
Крупные археологические раскопки были проведены с 1929 по 1931 год французской экспедицией под руководством Франсуа Тюро-Данжена, которая обнаружила остатки строений железного века — ассирийский дворец, а также три стелы VIII-го века до нашей эры и гипогей бронзового века. 
С 1988 году здесь были начаты раскопки австралийскими археологами из Мельбурнского университета под руководством Ги Бюнненса (под эгидой ЛЬежского университета с 2000). Раскопки закончены в 2010 году. В ходе экспедиции, среди прочего, в 1997 были обнаружены высокохудожественные изделия из слоновой кости, а также несколько настенных фресок, датируемых VIII—VII веками до нашей эры.
После завершения строительства плотины Табка воды Евфрата достигли места раскопок.

### Стелла «Ahmar/Qubbah»
Среди ранних памятников железного века, обнаруженных в этом районе, особенно выделяется хорошо сохранившаяся стела на лувийском иероглифическом языке, известная ныне как Стелла «Ahmar/Qubbah» (по месту находки, между деревнями Ахмар и Кубба), которая освещает военную кампанию царя Масувари по имени Хамиията около 900 года до н. э. Стела также свидетельствует о широком культе божества «Тархунт воинств» (en), которого, как считается, Хамията связывал с Тархунтом Небесным и Богом Бури из Алеппо (Тешуб). Он обещает богу отдать ему «свою дочь в качестве taniti». Эта стела также указывает на то, что первого известного правителя Масувари звали Хапатила, что может представлять собой искажённое хурритское «Хепа-Тилла».